# Élections générales britanniques de 1970
Les élections générales britanniques de 1970 se sont déroulées le 18 juin. Elles se soldent par une défaite inattendue du Premier ministre sortant, le travailliste Harold Wilson, face aux conservateurs d'Edward Heath.
À la suite du Representation of the People Act 1969 (en), qui abaisse l'âge minimal pour voter de 21 à 18 ans, c'est la première fois que les citoyens du Royaume-Uni âgés de 18 à 20 ans peuvent participer à un scrutin national.

## Vue d'ensemble
L'un des facteurs hypothétiques de la victoire du Parti conservateur est l'effet d'Enoch Powell sur l'électorat, des électeurs de la classe ouvrière attirés par ses thèses ayant changé leur vote en faveur des conservateurs, notamment.

## Sondages

Intentions de votes

## Résultats
|                          |                                         |            |       |      |        |               |  |  |  |
| Parti                    | Parti                                   | Votes      | %     | +/-  | Sièges | +/-           |  |  |  |
|                          | Parti conservateur                      | 13 145 123 | 46,44 | 4,56 | 330    | 77            |  |  |  |
|                          | Parti travailliste                      | 12 208 758 | 43,13 | 4,91 | 288    | 76            |  |  |  |
|                          | Parti libéral                           | 2 117 035  | 7,48  | 1,06 | 6      | 6             |  |  |  |
|                          | Parti national écossais                 | 306 802    | 1,08  | 0,61 | 1      | 1             |  |  |  |
|                          | Plaid Cymru                             | 175 016    | 0,62  | 0,40 | 0      | en stagnation |  |  |  |
|                          | Unité                                   | 140 930    | 0,50  | Nv   | 2      | 2             |  |  |  |
|                          | Parti communiste                        | 37 970     | 0,13  | 0,10 | 0      | en stagnation |  |  |  |
|                          | Parti unioniste protestant              | 35 303     | 0,12  | Nv   | 1      | 1             |  |  |  |
|                          | Travaillistes républicains              | 30 649     | 0,11  | 0,01 | 1      | en stagnation |  |  |  |
|                          | Parti travailliste indépendant          | 24 685     | 0,09  | 0,08 | 1      | 1             |  |  |  |
|                          | Conservateurs indépendants              | 24 014     | 0,08  | 0,07 | 0      | en stagnation |  |  |  |
|                          | Parti démocratique                      | 15 292     | 0,05  | Nv   | 0      | en stagnation |  |  |  |
|                          | Parti national démocratique britannique | 14 276     | 0,05  | Nv   | 0      | en stagnation |  |  |  |
|                          | Front national britannique              | 11 449     | 0,04  | Nv   | 0      | en stagnation |  |  |  |
|                          | Parti national démocratique irlandais   | 10 349     | 0,04  | Nv   | 0      | en stagnation |  |  |  |
|                          | Autres partis                           | 7 883      | 0,03  | –    | 0      | en stagnation |  |  |  |
|                          | Indépendants                            | 39 264     | 0,14  | 0,01 | 0      | en stagnation |  |  |  |
|                          |                                         |            |       |      |        |               |  |  |  |
| Votes valides            | Votes valides                           | 28 305 534 | 99,86 |      |        |               |  |  |  |
| Votes blancs et nuls     | Votes blancs et nuls                    | 40 109     | 0,14  |      |        |               |  |  |  |
| Total                    | Total                                   | 28 345 643 | 100   | –    | 630    | en stagnation |  |  |  |
| Abstentions              | Abstentions                             | 10 996 370 | 27,95 |      |        |               |  |  |  |
| Inscrits / participation | Inscrits / participation                | 39 342 013 | 72,05 |      |        |               |  |  |  |